# ISO 3166-2:TM
ISO 3166-2:TM es la entrada para Turkmenistán en ISO 3166-2, parte del patrón ISO 3166 publicado por la Organización Internacional de Normalización (ISO), que define los códigos de los nombres de las principales subdivisiones: provincias o divisiones administrativas del Estado de todos los países codificados en el ISO 3166-1.
actualmente, para Turkmenistán los códigos ISO 3166-2 se definen para 5 regiones y 1 ciudad. Asjabad es la capital del país y tiene un estatus especial, igual que el de las regiones.
Cada código consta de dos partes, separadas por un guion. La primera parte es TM, el código de Turkmenistán en  ISO 3166-1 alfa-2. La segunda parte tiene una letra.

## Códigos actuales
Los nombres de las subdivisiones se ordenan según el estándar ISO 3166-2 publicado por la Agencia de Mantenimiento ISO 3166 (ISO 3166/MA).
Pulsa sobre el botón en la cabecera para ordenar cada columna.
| Código | Nombre de la subdivisión (tk) | Categoría de la subdivisión |
| ------ | ----------------------------- | --------------------------- |
| TM-A   | Ahal                          | región                      |
| TM-B   | Balkan                        | región                      |
| TM-D   | Daşoguz                       | región                      |
| TM-L   | Lebap                         | región                      |
| TM-M   | Mary                          | región                      |
| TM-S   | Asjabad                       | ciudad                      |

## Cambios
Los siguientes cambios a la entrada se han anunciado en informes de la ISO 3166/MA desde la primera publicación de la ISO 3166-2 en 1998:
| Informe         | Fecha de emisión | Descripción del cambio en el informe                         | Cambio de código o subdivisión      |
| --------------- | ---------------- | ------------------------------------------------------------ | ----------------------------------- |
| Newsletter I-4  | 10/12/2002       | Corrección ortográfica y de la información de cabecera       |                                     |
| Newsletter II-2 | 30/6/2010        | Se actualizan la estructura administrativa y la lista fuente | Subdivisiones añadidas:TM-S Aşgabat |